# خزش بتن
خزش بتن (به انگلیسی :Creep of concrete) به معنای تغییر شکل بتن تحت تنش ثابت در طول زمان است. این تغییر شکل در اثر فرایندی به نام خزش رخ می‌دهد. خزش در بسیاری از مواد و از جمله فولاد رخ می‌دهد اما تغییر شکل ناشی از خزش در بتن تحت تنش ثابت در طول زمان، کاملاً قابل توجه بوده و ممکن است تغییر شکل الاستیک را تا ۳ برابر مقدار اولیه افزایش دهد.

## خزش
بر اساس علم مواد، خزش یا جریان سرد مواد به معنای تمایل یک ماده جامد به تحریف یا تغییر شکل دائمی هنگام قرار گرفتن در معرض تنش مکانیکی طولانی می‌باشد. خزش مکانیکی در مواقعی اتفاق می‌افتد که برای مدت طولانی تحت تنش بالا (زیر تنش تسلیم ماده) قرار داشته باشند. به‌طور کلی، مقاومت در برابر خزش، توانایی مواد در برابر هر نوع اعوجاج در هنگام تحمل بار فشاری برای مدت زمان طولانی است. خزش معمولاً در موادی ایجاد می‌شود که در دما و فشار کاری بالا تحت فشار مکانیکی قرار می‌گیرند. مدیریت پدیده خزش در شرایط مختلفی مانند مبدل‌های حرارتی، موتورهای جت، نیروگاه‌های هسته ای، پالایشگاه‌ها و کوره‌های با ظرفیت بالا که تحت تنش و درجه حرارت بالا کار می‌کنند، انجام می‌شود.
اندازه‌گیری رفتار خزش یک فلز با اندازه‌گیری تغییر شکل کرنش به عنوان تابعی از زمان تحت تنش ثابت تعیین می‌شود. وقوع خزش محدود به مواد با استحکام کششی کم نیست، بلکه در فلزات مقاوم در برابر حرارت بالا نیز ممکن است، اتفاق بیفتد. طی این فرایند، پیوند اتمی بین مولکول‌های مواد در دمای بالا شروع به شکست می‌کند و باعث حرکت اتم‌ها و صفحات اتمی در داخل مواد می‌شود. حرکت پیوندهای اتمی در دماهای بالا منجر به تغییر ساختار اتم‌ها می‌شود. علاوه بر این، باعث حرکت نابجاییها و نفوذ در پیوندها می‌شود که منجر به تغییر شکل دائمی مواد حتی با استحکام کششی بالا می‌شود. خزش یک پدیده خطرناک است که می‌تواند باعث تخریب پیش‌بینی نشده مواد در دماهای بالا شود.
به‌طور کلی، تغییر شکل خزشی با لغزش مرز دانهها اتفاق می‌افتد، به این معنی که دانه‌های مجاور یا بلورهای داخل یک ماده به عنوان یک واحد نسبت به یکدیگر حرکت می‌کنند. این بدان معنی است که هرچه سطح مرزهای دانه بیشتر باشد، تغییر شکل خزش آسان‌تر است؛ بنابراین، مواد با ریزساختار و اندازه دانه بزرگتر می‌توانند قدرت پدیده خزش را کاهش دهند و این امر به فرآوری ماده بستگی دارد. به همین دلیل است که تک کریستالها بیشترین مقاومت به خزش را ارائه می‌دهند.
به‌طور کلی، سه مرحله اصلی در پدیده خزش وجود دارد که اولین مرحله خزش اولیه است. این مرحله زمانی اتفاق می‌افتد که خزش در یک دوره کوتاه به سرعت بالا می‌رود و سپس به آرامی کاهش می‌یابد. پس از آن خزش ثانویه ایجاد می‌شود، که با سرعت نسبتاً پایدار خزش می‌کند و در نهایت خزش وارد مرحله سوم می‌شود. این مرحله زمانی است که سرعت شتاب می‌گیرد تا زمانی که مواد شکسته شود.
جالب است بدانید که پدیده خزش در سرامیکها نیز وجود دارد و از اهمیت بیشتری نسبت به فلزات برخوردار است، زیرا سرامیک‌ها با توجه به خواصشان در دماهای بالاتری نسبت به فلزات کاربرد دارند و در نتیجه بیشتر از فلزات مستعد پدیده تعییرشکل خزشی هستند. نقش مکانیزم‌های نفوذی خزش در سرامیک‌ها نیز بسیار پیچیده‌تر از فلزات می‌باشد، زیرا پدیده نفوذ در سرامیک‌ها پیچیده‌تر از فلزات می‌باشد.

## چگونگی رخ دادن خزش در بتن
خزش و جمع شدن بتن دو ویژگی فیزیکی بتن است. خزش بتن، که از هیدراتهای سیلیکات کلسیم (C-S-H) در خمیر سیمان پرتلند سفت شده (که چسب دهنده سنگدانه‌های معدنی است) نشات می‌گیرد، با خزش فلزات و پلیمرها تفاوت اساسی دارد. برخلاف خزش فلزات، خزش بتن در تمام سطوح تنش رخ می‌دهد و در صورت ثابت بودن محتوای آب منافذ، به‌طور خطی به تنش وابسته است. بر خلاف خزش پلیمرها و فلزات، خزش بتن پیری چند ماهه که ناشی از سخت شدن شیمیایی به دلیل هیدراتاسیون که باعث ریزساختار می‌شود را نشان می‌دهد و پیری چند ساله، ناشی از آرامش طولانی مدت تنش‌های ریز تعادل خود در نانو- ریزساختار متخلخل CSH است. اگر بتن کاملاً خشک شود، خزش رخ نمی‌دهد، اما خشک شدن کامل بتن بدون ترک خوردن در کنار آن غیرممکن است.
خزش چند ساله به صورت لگاریتمی در زمان تکامل می‌یابد (بدون ارزش مجانبی نهایی)، و در طول عمر معمولی ساختاری ممکن است مقادیر ۳ تا ۶ برابر بزرگتر از کرنش الاستیک اولیه را بدست آورد. هنگامی که تغییر شکل ناگهانی اعمال شود و ثابت بماند، خزش باعث آرامش تنش الاستیک تولید شده بحرانی می‌شود. پس از تخلیه، بازیابی خزش صورت می‌گیرد، اما به دلیل پیری، جزئی است.
در عمل، خزش هنگام خشک شدن جدا از انقباض نیست. سرعت خزش با سرعت تغییر رطوبت منافذ (یعنی فشار نسبی بخار در منافذ) افزایش می‌یابد. برای ضخامت نمونه کوچک، خزش هنگام خشک شدن بسیار زیادتر از خشک شدن بدون بار و خزش یک نمونه مهر و موم شده بارگذاری شده‌است. این تفاوت که خزش خشک شدن یا اثر پیکت (یا انقباض ناشی از تنش) نامیده می‌شود، نشان دهنده یک اتصال مکانیکی رطوبت بین فشار و تغییرات رطوبت منافذ است.
خزش بتن از هیدراتهای سیلیکات کلسیم (C-S-H) خمیر سیمان پرتلند سفت شده سرچشمه می‌گیرد. علت آن لغزش ناشی از پارگی پیوند، با ترمیم پیوند در محل‌های مجاور است. C-S-H به شدت آب دوست است و دارای یک ریزساختار کلوئیدی است که از چند نانومتر به بالا اختلال دارد. تخلخل خمیر در حدود ۰٫۴ تا ۰٫۵۵ و سطح داخلی عظیم آن تقریباً ۵۰۰ متر مربع در سانتی‌متر مکعب است. جز اصلی آن ژل تری کلسیم سیلیکات هیدرات است. این ژل ذراتی از ابعاد کلوئیدی را تشکیل می‌دهد، که توسط نیروهای وان در والس ضعیف محدود می‌شود.
مکانیسم فیزیکی و مدل‌سازی هنوز مورد بحث است. مدل ماده سازنده در معادلات بعدی تنها مدل موجود نیست بلکه در حال حاضر قوی‌ترین مبانی نظری را دارد و به بهترین وجه متناسب با طیف گسترده‌ای از داده‌های آزمون موجود است.
به‌طور کلی می‌توان نتیجه گرفت که دلیل اصلی وقوع پدیده خزش در بتن، خروج آب جذب شده سطحی از ساختار خمیر سیمان هیدراته در اثر اعمال تنش ثابت است که در طول زمان رخ می‌دهد. بر خلاف پدیده افت خشک شدگی که خروج آب از خمیر سیمان به علت تفاوت رطوبت نسبی محیط با رطوبت خمیر سیمان است، در پدیده خزش، عامل خروج آب اعمال تنش ثابت در طول زمان می‌باشد.

## عوامل تأثیرگذار بر پدیدهٔ خزش بتن
عوامل تأثیرگذار بر پدیده خزش در بتن عبارتند از:
1. مقاومت فشاری بتن: هر چه مقاومت بتن بیشتر باشد میزان خزش کمتر خواهد بود.
2. تنش اعمالی به بتن :هر چه تنش اعمالی به بتن بیشتر باشد، میزان خزش بیشتر خواهد بود.
3. عمر بتن: هر چه سن نمونه در هنگام بارگذاری بیشتر باشد، میزان خزش کمتر خواهد بود.
4. جنس سنگدانه‌ها:سنگدانه‌های موجود در بتن دچار پدیدهٔ خزش نمی‌شوند و از این رو هر چقدر قدرت سنگدانه‌ها بیش‌تر باشد، پدیدهٔ خزش نیز کاهش می‌یابد. مدول الاستیسیته در سنگدانه‌ها فوق‌العاده اهمیت دارند و هر چقدر مدول الاستیسیته در سنگدانه بیش‌تر باشد، احتمال وقوع خزش کم‌تر می‌شود.[۵]
5. جنس سیمان :خصوصیات سیمان به خصوص نرمی و مقاومت آن بر پدیده خزش اثر گذار است.
6. نسبت‌های اختلاط مصالح ساخت بتن :میزان چسبندگی(paste) مصالح بتنی یکی از عوامل بسیار تأثیرگذار در پدیدهٔ خزش است. هر چقدر چسبندگی و یک‌دستی بتن کم‌تر باشد، احتمال وقوع خزش بیش تر می‌شود؛ بنابراین می‌توان گفت که هر چقدر نسبت آب به سیمان (w/c) بیش‌تر باشد، خزش با احتمال بیش‌تری به وقوع خواهد پیوست.

این موضوع کاملاً مشخص است که کیفیت مخلوط بتنی (ژل) با گذشت زمان بیش‌تر می‌شود و بار اعمالی را بهتر تحمل می‌کند. این در حالی است که بتن تازه با اعمال بارهای کم نیز تغییر شکل نشان می‌دهد
۷-دمای محیطی :با افزایش دما، میزان خزش نمونه بتن افزایش می‌یابد اما در دماهای بالای ۷۰ درجه سانتی گراد میزان خزش کم می‌شود.

## راهکارهای کاهش مقدار خزش
1. کم کردن عواملی که موجب تشدید خزش می‌گردد
2. استفاده از حداکثر مقدار مجاز میلگرد[۸]